# Arnie Carruthers
Arnold Vane Carruthers (* 14. Oktober 1929; † 7. März 2011 in Spokane) war ein US-amerikanischer Jazzpianist.

## Leben und Wirken
Arnie Carruthers wuchs in Kalispell im Nordwesten des US-Bundesstaates Montana auf. Er begann mit drei Jahren mit dem Klavierspiel; als 13-Jähriger führte er Gershwins Rhapsody in Blue auf. Nach seiner Graduierung (1955) an der University of Montana zog er 1957 nach Spokane im US-Bundesstaat Washington. Dort spielte er im Davenport Hotel und in lokalen Nachtclubs, außerdem hatte er Auftritte im Olympic Hotel in Seattle und im Century Plaza Hotel in Los Angeles. 1974 erlitt er einen Schlaganfall, der seine linke Körperhälfte lähmte. Danach trainierte er das einhändige Klavierspiel, studierte an der Eastern Washington University und erwarb einen Abschluss in Musiktheorie.

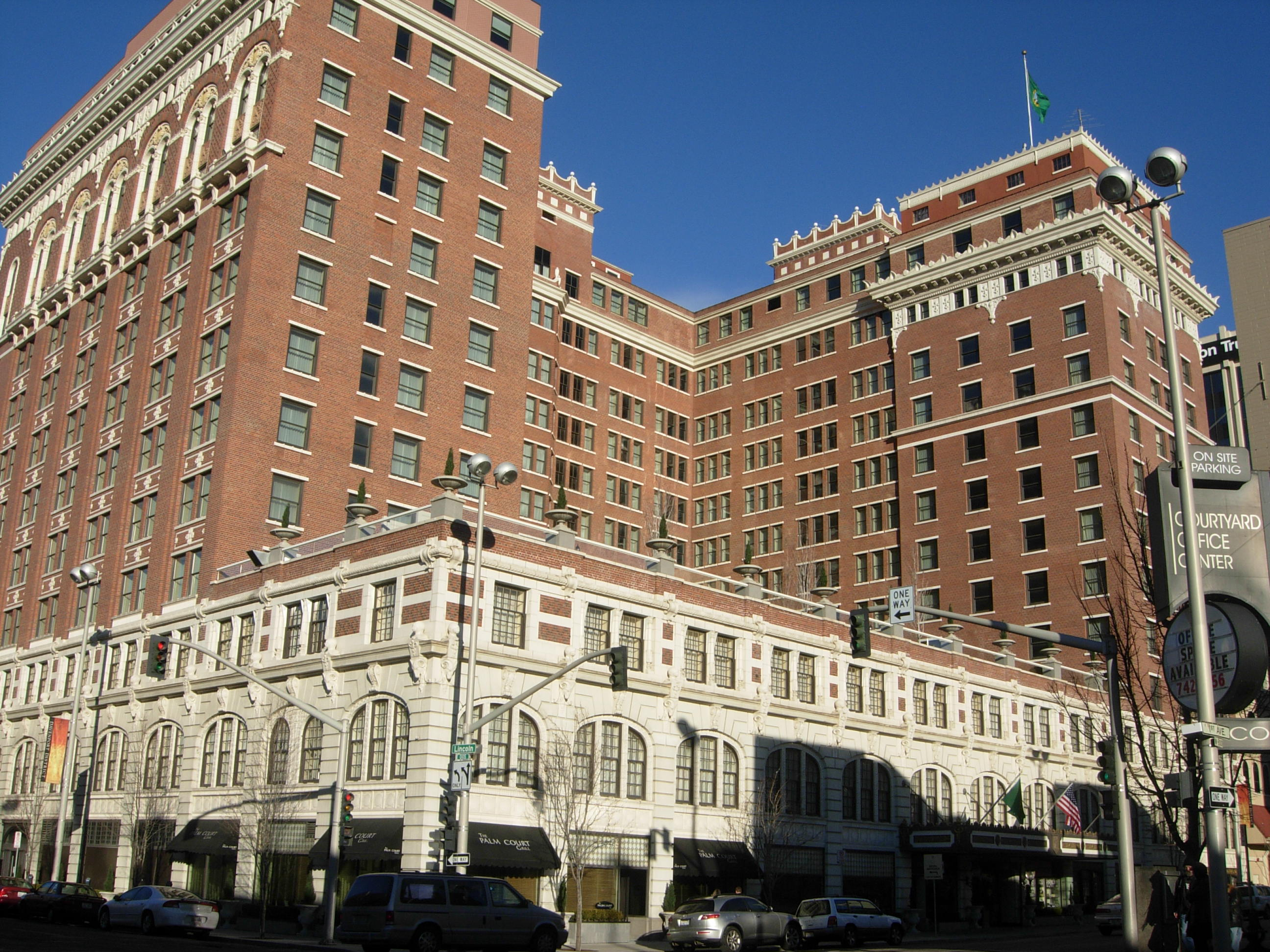
Das Davenport Hotel in Spokane, häufiger Auftrittsort von Carruthers.

Er galt in der Musikszene von Spokane als angesehener Musicians’ musician, trat mit gastierenden Musikern wie Dizzy Gillespie, Joe Venuti und Barney Kessel auf und legte im Laufe seiner Karriere mehrere Alben vor, ein Duoalbum mit dem Pianisten Joe Kloess, das Livealbum In Commemoration of the Helena Jazz Fest '84 (Zoom) und I'm Still Swingin, das 1999 auf dem Label MNOP erschien. Carruthers starb im Alter von 81 Jahren nach einer langjährigen Blasenkrebs-Erkrankung.
Nach Ansicht von Gary Giddins entwickelte Carruthers mit seiner rechten Hand eine Vielzahl von Voicings und eine so enorme Geschwindigkeit, die ihm eine Beweglichkeit erlaubte, die Illusion eines umfangreichen Anschlags zu erzeugen, und ihm ein beeindruckendes Wechselspiel von single notes und Akkorden ermöglichte, nicht weniger einnehmend, als von zwei Händen gespielt.